# Bernt Drakenberg (jurist)
Bernt Drakenberg, född 24 oktober 1858 i Göteborg, död där 21 mars 1932, var en svensk jurist och skriftställare.
Drakenberg blev juris kandidat vid Uppsala universitet 1888, vice häradshövding 1891, advokat i Göteborg samma år och upptogs året därpå i Advokatsamfundet. Han invaldes som ledamot av stadsfullmäktige i Göteborg 1898.